# Shirocco
Shirocco (Englisches Vollblutpferd; * 10. April 2001) ist eines der erfolgreichsten Rennpferde des deutschen Galoppsports.
Shirocco war ein Sohn des Champion-Vererbers Monsun. Er war das fünfte Fohlen der Stute So Sedulous, einer Tochter des Northern-Dancer-Sohnes The Minstrel, der 1977 im Englischen und Irischen Derby triumphierte.
In seinem ersten Jahr als Rennpferd (2004) verdiente Shirocco 568.000 Euro. Unter den Siegen des braunen Hengstes war dabei auch das 135. Deutsche Derby in Hamburg-Horn.
2005 folgte ein weiterer Karriere-Höhepunkt. Shirocco gewann den mit zwei Millionen US-Dollar dotierten Breeders’ Cup Turf auf der New Yorker Rennbahn Belmont Park und markierte damit den größten Erfolg eines deutschen Pferdes seit zehn Jahren. Zuvor hatte er beim Prix de l’Arc de Triomphe in Paris-Longchamp den vierten Platz erreicht. Aufgrund einer Verletzung konnte Shirocco 2005 nur in drei Rennen antreten, gewann dabei aber fast eine Million Euro. Im Januar 2006 wurde seine Wahl zum „Galopper des Jahres“ 2005 bekannt gegeben.
Seit August 2005 steht Shirocco in der Obhut des erfolgreichsten europäischen Galopptrainers, des französischen Abonnementchampions André Fabre, in Chantilly bei Paris. Shirocco verdiente in seiner drei Rennsaisons umfassenden Karriere in 11 Rennen (6 Siege, 5 Plätze) insgesamt 1.915.488 Euro. Sein Züchter und Besitzer ist der Kölner Bankier Georg Baron von Ullmann.
Als einer der Favoriten startete Shirocco im Prix de l’Arc de Triomphe 2006, enttäuschte dort aber auf ganzer Linie und wurde Letzter. Ein anschließender Start im Breeders’ Cup Classic wurde nicht mehr realisiert. Georg Baron von Ullmann verkaufte Shirocco an einen der weltweit größten Züchter und Besitzer, Scheich Mohammed al-Maktoum. In dessen Dalham Stud wird Shirocco ab der Saison 2007 zu einer Decktaxe von 10.000 Pfund Sterling als Deckhengst aufgestellt.